# Cengiz Arslan
Cengiz Arslan (1º giugno 1996) è un lottatore turco, specializzato nella lotta greco-romana.

## Biografia
Ai campionati europei di Bucarest 2019 è divenuto vicempione continentale, perdendo in finale del torneo dei 72 chilogrammi, contro il russo Abujazid Mancigov.

## Palmarès
- Europei

Bucarest 2019: argento nei -72 kg.
- Mondiali universitari

Çorum 2016: oro nei -71 kg.
- Mondiali U23

Bucarest 2018: oro nei -72 kg.
- Europei U23

Istanbul 2018: argento nei -72 kg.
Novi Sad 2019: bronzo nei -72 kg.
- Europei U23

Istanbul 2015: oro nei -66 kg.